# Грачёв, Пантелеймон Владимирович
Пантелеймо́н Влади́мирович Грачёв (10 июля 1889, Санкт-Петербург — 26 марта 1966, Ленинград) — советский музыковед, научный работник, композитор, педагог, переводчик, кандидата юридических наук (1916), кандидат искусствоведения (1949), профессор, член Ленинградского отделения Союза советских композиторов с 1936 года, член Музыкального фонда СССР с 1940 года.

## Биография
С 1902 по 1908 год учился в средней гимназии в Санкт-Петербурге. Одновременно брал частные уроки игры на фортепиано у И. А. Гляссера.
С 1908 по 1912 год учился на Юридическом факультете Императорского Санкт-Петербургского университета.
С 1914 по 1916 год учился в Демидовском юридическом лицее, в Ярославле, по окончании которого получил ученую степень кандидата юридических наук.
В 1917 году переехал в Петроград, где был вынужден подрабатывать в разных сферах деятельности, в частности как контролер отдела распределения Комиссии продовольствия 11-го городского района — с 1918 по 1921 год, а также как пианист-аккомпаниатор через Всероссийский союз оркестров — с 1917 по 1922 год.
С 1921 по 1924 год учился на музыкальном отделении Российского института истории искусств по специальности «музыковед-историк», научный руководитель — Б. В. Асафьев, теорию музыки (контрапункт, фугу и инструментовку) изучал под руководством М. О. Штейнберга.
С 1923 по 1924 год — научный сотрудник 2-го разряда в Российском институте истории искусств.
С 1924 по 1930 год — научный сотрудник 1-го разряда  в Российском институте истории искусств.
С 1924 по 1932 год занимался педагогической деятельностью.
С 1924 по 1930 год преподавал слушание музыки в 11-й трудовой школе.
С 1926 по 1932 год — преподаватель истории музыки и музыкальной литературы в Центральном музыкальном техникуме.
С 1930 по 1932 год — преподаватель истории музыки и музыкальной литературы во Втором государственном музыкальном техникуме.
С 1930 по 1931 год —  музыкальный консультант в Ленинградской филармонии.
С 1932 по 1939 год — старший научный сотрудник  в Российском институте истории искусств.
С 1933 по 1935 год — заведующий музыкальным отделением  в Российском институте истории искусств.
С 1935 года — преподаватель Ленинградской консерватории. 
С 1 сентября 1935 года — доцент Ленинградской консерватории. 
С 1938 по 1940 год — и. о. профессора истории музыки (специализация — оперная музыкальная литература) на оперно-хоровом отделении вокального факультета и кафедре струнных инструментов исполнительского факультета Ленинградской консерватории.
С 1939 по 1956 год — профессор  в Российском институте истории искусств.
Во время Великой Отечественной войны находился в Ленинграде, где читал лекции и провел курс истории русской и советской музыки в Военно-морском училище.
В 1948 году защитил диссертацию на соискание ученой степени кандидата искусствоведения на тему «Оперное творчество Ж. Ф. Лесюера».
В 1949 году получил ученое звание «старший научный сотрудник» по специальности «всеобщая история музыкальной культуры»  в Российском институте истории искусств.
С 1950 по 1951 год учился в Университете марксизма-ленинизма при Центральном доме искусств.
Награждён медалью «За оборону Ленинграда» (1944) и медалью «За доблестный труд в Великой Отечественной войне 1941–1945 гг.» (1946).

### Книги
- Увертюры Бетховена / П. Грачев. - [Ленинград] : Ленингр. филармония, 1937 (Тип. "Коминтерн"). - Обл., 38 с., без тит. л. : ноты; 15х12 см. - (Программы концертов).
- Симфония до-мажор Шуберта. - Ленинград : Ленингр. филармония, 1938 (Тип. арт. "Сов. печатник"). - 40 с. : нот.; 15 см. - (Путеводитель по концертам).

### Статьи
- Лейтмотив в операх Римского-Корсакова // De musika: Временник Отдела теории и истории музыки. Вып. 3. Л., 1927. С. 76–96;
- «Запад» — симфонический цикл А. Животова // Советская музыка. 1935. № 10. С. 26–46;
- Сектор музыковедения Гос. инст. искусствознания в 1935 г. // Советская музыка. 1935. № 11. С. 88–90;
- Гретри и французская опера XVIII века // Гретри А. Мемуары или очерки о музыке / перевод, вступительная статья и комментарии П. Грачева. М.; Л., 1939. С. 5–29;
- Памяти А. Н. Римского-Корсакова // Советская музыка. 1940. № 12. С. 99–100;
- «Героическая симфония» Бетховена (1803–1804) // Очерки по истории и теории музыки / отв. ред. А. И. Маширов. Т. 2. Л., 1940. С. 5–50;
- «Мазепа» Чайковского // За советское искусство. 1949. № 19 (299). 14 декабря. С. 4; Морозко // Ленинградская правда. 1951. № 59. С. 3;
- О. А. Козловский // Очерки по истории русской музыки, 1790–1825 / под ред. М. С. Друскина и Ю. В. Келдыша. Л., 1956. С.168–216;
- С. И. Давыдов // Очерки по истории русской музыки, 1790–1825 / под ред. М. С. Друскина и Ю. В. Келдыша. Л., 1956. С. 263–282;
- К. А. Кавос // Очерки по истории русской музыки, 1790–1825 / под ред. М. С. Друскина и Ю. В. Келдыша. Л., 1956. С. 283–305.

### Переводы
- Герман Кречмар. История оперы / Перевод и выбор иллюстраций П. В. Грачева под редакцией и с предисловием Игоря Глебова. - Санкт-Петербург : Academia, 1925. - 406 с., 12 л. ил., портр., нот. : нот.; 22 см.
  - Герман Кречмар. История оперы / Герман Кречмар ; пер. и выбор ил. П. В. Грачёва ; под ред. и с предисл. Игоря Глебова. - Москва : ГИТИС, 2014. - 385, [1] с., [11] л. ил., нот., портр., факс. : нот.; 23 см.; ISBN 978-5-91328-121-0
- Андре-Эрнест-Модест Гретри. Мемуары или очерки о музыке. Т. 1 = Очерки о музыке  / Пер., вступ. статья ["Гретри и франц. опера XVIII в.", с. 5-30] и комментарии П. Грачева. - Москва ; Ленинград : Музгиз, 1939 (Москва). - 264 с., 1 вкл. л. портр. : ил., нот., портр.; 20 см.; — скан в РГБ